# Centro de Estudios Legales y Sociales
Das Centro de Estudios Legales y Sociales (CELS, Zentrum für Rechts- und Sozialwissenschaften) ist eine 1980 gegründete argentinische Nichtregierungsorganisation mit Sitz in Buenos Aires mit dem Ziel der Förderung und Verteidigung der Menschenrechte und der Stärkung der Demokratie.

## Geschichte
Formal gegründet wurde das Centro de Estudios Legales y Sociales am 14. März 1980, in der Zeit der Argentinischen Militärdiktatur (1976–1983), von den Rechtsanwälten Emilio Mignone, Augusto Conte, Alfredo Galletti, Boris Pasik und dem Physiker Federico Westerkamp. Bereits seit 1978 hatte die Gruppe informell zum Thema Verteidigung der Menschenrechte zusammengearbeitet. Erster Präsident des CELS war der Rechtsanwalt Mignone, dessen Tochter Mónica „verschwunden“ war.
Nach Emilio Mignones Tod wurde 2000 der Journalist und politische Schriftsteller Horacio Verbitsky sein Nachfolger. Im Februar 2021 musste er als Präsident des CELS wegen des Verstoßes gegen den Grundsatz der Solidarität zurücktreten, nachdem bekannt geworden war, dass er sich bevorzugt gegen COVID-19 hatte impfen lassen, obwohl er nach den geltenden Kriterien noch nicht an der Reihe war. Seine Nachfolgerin wurde Sofía Tiscornia.

## Internationale Zusammenarbeit
Das CELS ist ein Mitglied der
- Internationalen Juristenkommission in Genf
- International League for Human Rights in New York
- Organisation Mondiale contre la Torture (OMCT) in Genf
- Fédération internationale des ligues des droits de l’Homme (FIDH) in Paris (korrespondendes Mitglied)